# Organisation de la force navale espagnole

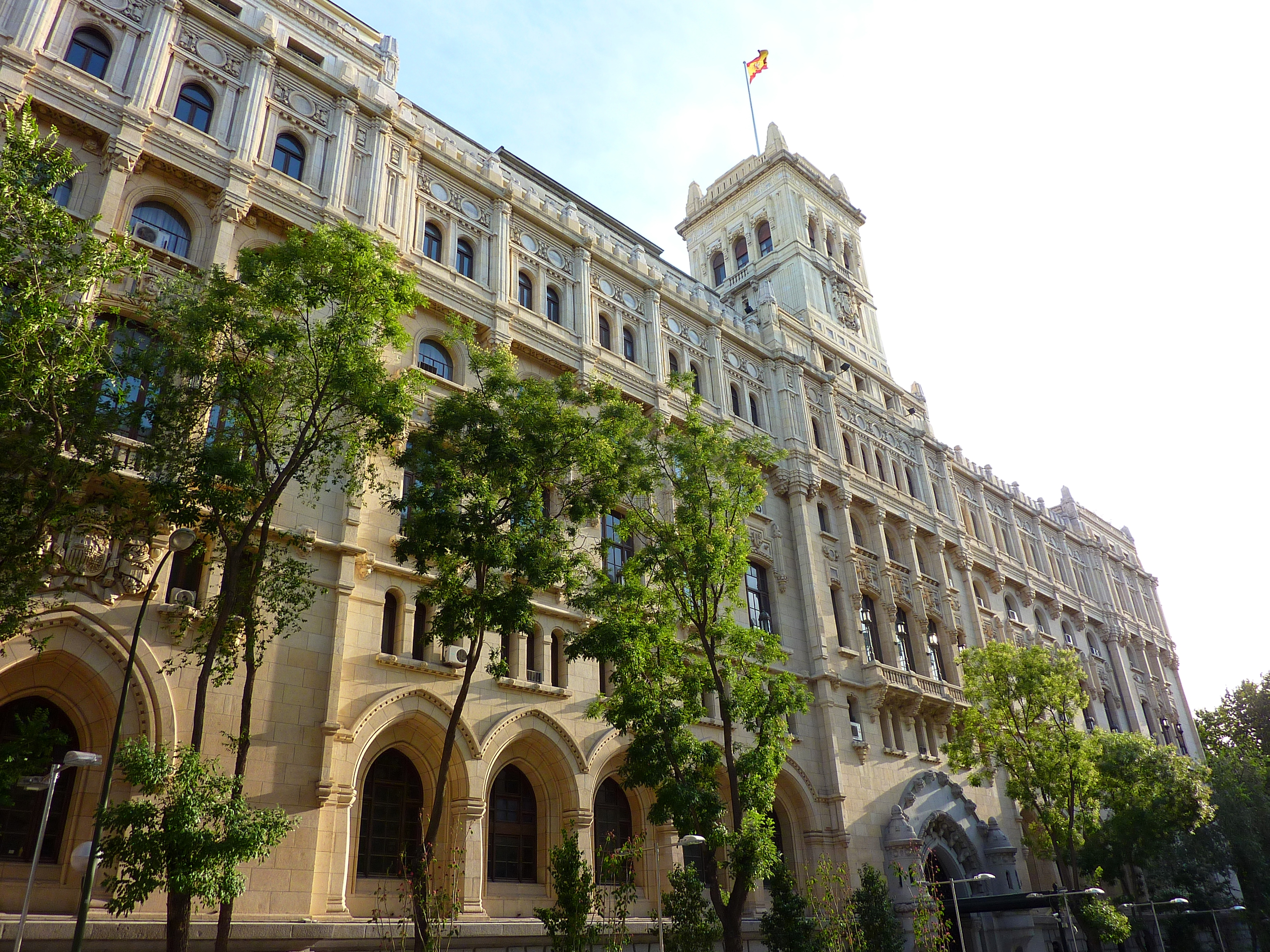
Quartier-général (Madrid)

Actuellement l’organisation de la force navale espagnole (en espagnol Fuerza de Acción Marítima ou FAM) est regroupée en quatre régions sous le commandement général de l'Amirauté, La Armada d'Almirante Jefe del Estado Mayor de la Armada (AJEMA) et Almirante de Acción Marítima (ALMART).

## Commandement desîles Canaries
Avec sept commandements locaux :

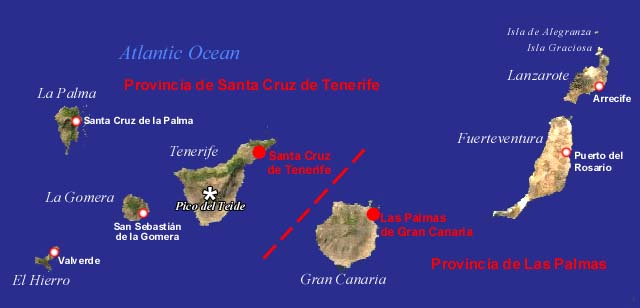
îles Canaries et ses ports de commandement

- Commandement naval de Santa Cruz de Tenerife
- Commandement naval de Las Palmas de Gran Canaria
- Commandement naval de Santa Cruz de La Palma
- Commandement naval de El Hierro
- Commandement naval de San Sebastián de la Gomera
- Commandement naval de Puerto del Rosario de Fuerteventura
- Commandement naval d'Arrecife de Lanzarote

Il dispose d'une base navale à Las Palmas où sont stationnés des patrouilleurs.

## Commandement maritime d'intervention deCadix

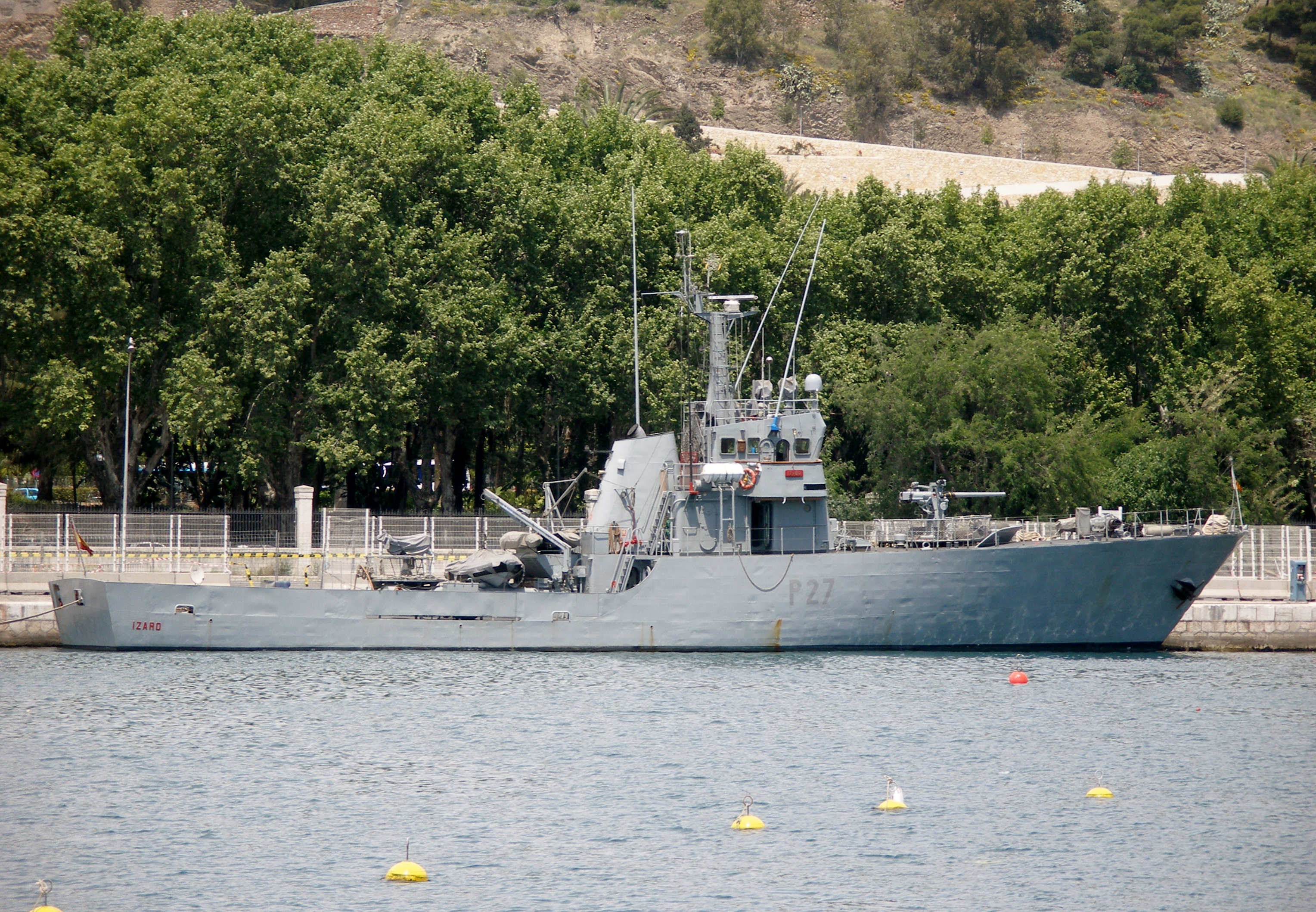
Patrouilleur Isaro de la classe Anaga au port de Malaga

Avec deux commandements militaires et onze commandements locaux :
- Commandement naval militaire de Ceuta
- Commandement naval militaire de Melilla
- Commandement naval de Huelva
- Commandement naval d'Alicante
- Commandement naval de Séville
- Commandement naval de Valence
- Commandement naval d'Algésiras
- Commandement naval de Castellón
- Commandement naval de Malaga
- Commandement naval de Tarragona
- Commandement naval de Cadix
- Commandement naval d'Almería
- Commandement naval de Barcelone

Il dispose de la base navale de Rota ou est basé le porte-aéronefs Juan Carlos I, les 2 Landing Platform Dock de la classe Galicia, les frégates de la classe Santa María, des navires de ravitaillement, etc.
À Cadix sont basés des patrouilleurs et des bâtiments hydrographiques et à Carthagène sont regroupés les forces sous-marines, la flottille de navires de guerre des mines, des navires de débarquement, des patrouilleurs, des navires de sauvetage  deux navires océanographique et un tercio de l'infanterie de marine espagnole, deux autres tercio sont encasernés à San Fernando.

## Commandement maritime d'intervention deFerrol
Avec huit commandements locaux :

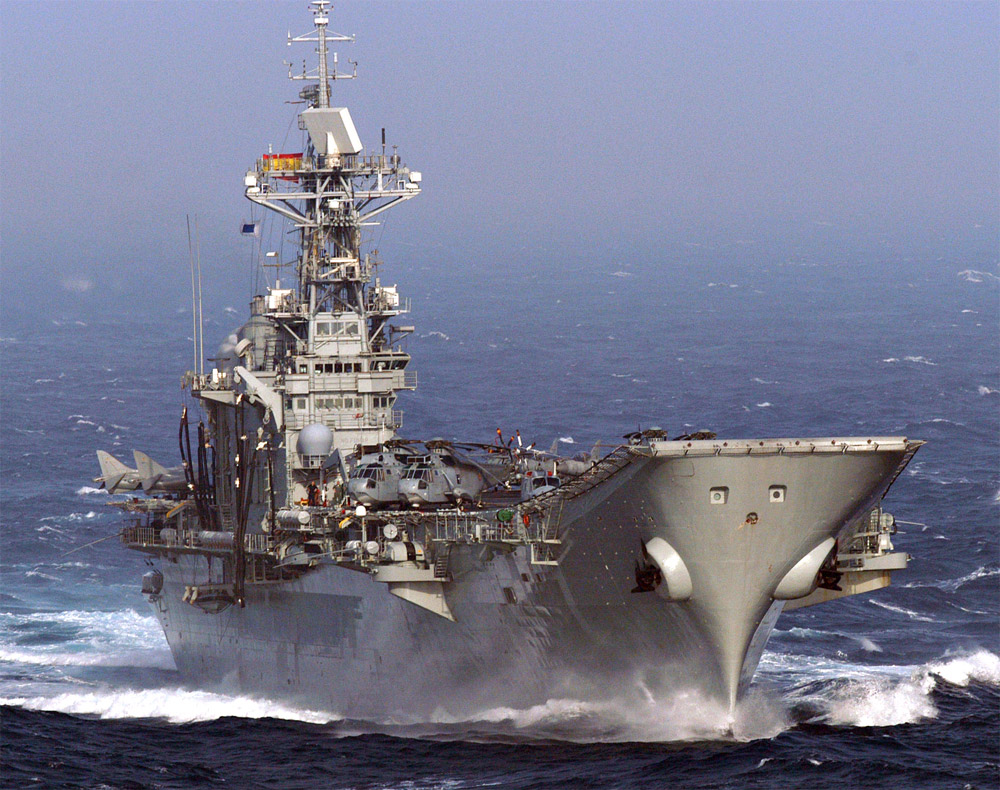
Porte-aéronefs Príncipe de Asturias construit dans les chantiers navals du Ferrol

- Commandement naval de San Sebastián
- Commandement naval de Bilbao
- Commandement naval de Santander
- Commandement naval de Gijón
- Commandement naval de La Coruña
- Commandement naval de Vilagarcía de Arousa
- Commandement naval de Vigo
- Commandement naval de Miño

La base navale de Ferrol abrite les frégates de la classe Álvaro de Bazán, des patrouilleurs, navire ravitailleur Patiño (A-14) et un tercio de l’infanterie de marine.

## Secteur naval desîles Baléares

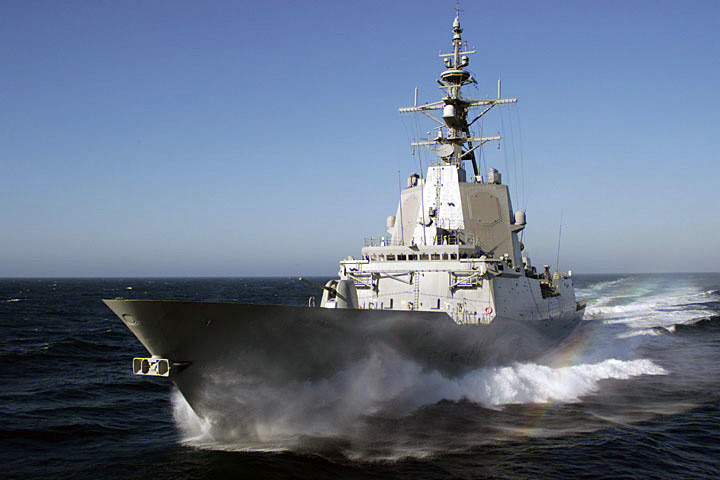
Frégate Almirante Juan de Borbon.

Avec trois commandements militaires :
- Commandement naval militaire de Palma de Majorque
- Commandement naval militaire d'Ibiza
- Commandement naval militaire de Mahón